# Smalsjön (Säfsnäs socken, Dalarna)
Smalsjön är en sjö i Ludvika kommun i Dalarna och ingår i Göta älvs huvudavrinningsområde. Sjön har en area på 0,634 kvadratkilometer och ligger 257,4 meter över havet. Sjön avvattnas av Brittälven till Svansjön.

## Delavrinningsområde
Smalsjön ingår i det delavrinningsområde (665477-143324) som SMHI kallar för Inloppet i Mången. Medelhöjden är 327 meter över havet och ytan är 35,41 kvadratkilometer. Räknas de 7 avrinningsområdena uppströms in blir den ackumulerade arean 120,38 kvadratkilometer. Sikforsån som avvattnar avrinningsområdet har biflödesordning 3, vilket innebär att vattnet flödar genom totalt 3 vattendrag innan det når havet efter 388 kilometer. Avrinningsområdet består mestadels av skog (83 procent). Avrinningsområdet har 0,92 kvadratkilometer vattenytor vilket ger det en sjöprocent på 2,6 procent.